# معركة بريطانيا
معركة بريطانيا (بالإنكليزية: The Battle of Britain)، كانت معركة بريطانيا حملة عسكرية خلال الحرب العالمية الثانية عندما دافع سلاح الجو الملكي عن المملكة المتحدة (UK) ضد هجمات سلاح الجو الألماني المعروف ب (لوفتوافه) نهاية يونيو 1940. وصفت بأنها أول حملة كبرى تخاض بالكامل من قبل القوات الجوية. يؤرخ البريطانيون رسميا مدة الحملة من 10 يوليو / تموز إلى 31 أكتوبر / تشرين الأول 1940، والتي تتداخل مع فترة الهجمات الليلية الواسعة النطاق المعروفة باسم قصف لندن "The blitz"، التي استمرت من 7 سبتمبر 1940 إلى 11 مايو 1941  في حين أن المؤرخين الألمان لا يوافقون على هذا التقسيم واعتبروا ان الحملة كانت مستمرة من يوليو 1940 إلى يونيو 1941 بما في ذلك قصف لندن.
كان الهدف الرئيسي للقوات الألمانية النازية هو إجبار بريطانيا على الموافقة على تسوية سلمية عن طريق التفاوض. وفي تموز / يوليه 1940، بدأ الحصار الجوي والبحري، حيث استهدف سلاح الجو الألماني بصورة أساسية قوافل الشحن البحري والموانئ ومراكز الشحن، مثل بورتسموث. في 1 آب / أغسطس، وِجِهَ سلاح الجو الألماني لتحقيق التفوق والتقدم الجوي على سلاح الجو الملكي البريطاني بهدف تعطيل قيادته؛ وبعد 12 يوما، حِوِلَت الهجمات إلى المطارات والبنى التحتية التابعة لسلاح الجو الملكي البريطاني. ومع تقدم المعركة، استهدف ال«لوفتواف» أيضا المصانع المشاركة في إنتاج الطائرات والبنية التحتية الاستراتيجية. في نهاية المطاف استخدمت تفجيرات إرهابية في مناطق ذات أهمية سياسية وكذلك على المدنيين.
سرعان ما سيطر الألمان على البلدان القارية، وبدا أن بريطانيا تواجه تهديدا للغزو عن طريق البحر، ولكن القيادة الألمانية العليا عرفت صعوبات هجوم بحري غير مسبوق وجديد، وفهمت عدم فعاليته في وقت أن البحرية الملكية كانت تهيمن في البحار. في 16 يوليو أمر هتلر بإعداد عملية أسد البحر كهجوم برمائي وجوي محتمل على بريطانيا، حيث يبدأ بعد سيطرة اللوفتوافه على سلاح الجو الملكي. في أيلول / سبتمبر قام سلاح الجو الملكي البريطاني بغارات ليلة عطلت الإعدادات الألمانية من البارجات، وفشل اللوفوتواف في أن يسيطر ويغلب سلاح الجو الملكي، حيث أجبر هتلر على تأجيل العملية وإلغائها في نهاية المطاف.
أثبتت ألمانيا النازية أنها غير قادرة على الحفاظ على غارات النهار، ولكن عمليات القصف الليلي المستمرة على بريطانيا أصبحت تعرف باسم ذا بليتز. ستيفن بونغاي يعتبر الفشل الألماني في تدمير الدفاعات الجوية البريطانية لإجبارها على الهدنة (أو حتى الاستسلام الصريح) أول هزيمة كبرى لألمانيا النازية في الحرب العالمية الثانية ونقطة تحول حاسمة في الصراع.
إن معركة بريطانيا تأخذ اسمها من خطاب ونستون تشرشل إلى مجلس العموم في 18 يونيو: «ما أسماه الجنرال ويغاند هو معركة فرنسا قد انتهت، معركة بريطانيا على وشك أن تبدأ». وأباقي دول أوروبا

## خلفية تاريخية
القصف الاستراتيجي خلال الحرب العالمية الأولى قدم هجمات جوية كانت تهدف إلى إلقاء الذعر في الأهداف المدنية، أدى هذا في عام 1918 إلى دمج الجيش البريطاني والخدمات الجوية البحرية في سلاح الجو الملكي. كان أول رئيس لهيئة الأركان الجوية هيو ترنشارد من بين الاستراتيجيين العسكريين في 1920 الذين رأوا الحرب الجوية كوسيلة جديدة للتغلب على الجمود في حرب الخنادق.

### تطوير استراتيجيات الجو
مُنِعت ألمانيا من أن يكون لها سلاح جوي عسكري بموجب معاهدة فرساي عام 1919، ولكنها وضعت تدريبات الطيارين وطاقم الطيران تحت تدريبات الطيران المدني والرياضة. في أعقاب مذكرة 1923، وضعت شركة ديوسش لوفت هانزا التصاميم التي زُعِم أنها للركاب والشحن، ولكن في الواقع فإن بإمكانها التكيف بسهولة إلى قاذفات قنابل، بما في ذلك جونكرز جو 52.و في عام 1926 بدأت "secret Lipetsk fighter-pilot school" التشغيل. قام إرهارد ميلخ بتنظيم توسع سريع، وبعد الاستيلاء النازي على السلطة عام 1933، وضع روبرت كنوس نظرية الردع التي تتضمن أفكار جيليو دوهيه ونظرية المخاطر لتيربيتز، التي اقترحت أسطولا من القاذفات الثقيلة لردع أي هجوم من قبل فرنسا وبولندا قبل أن تتمكن ألمانيا من إعادة التسليح بالكامل. في شتاء 1933 إلى 1934 تم القيام بلعبة حربية (محاكاة عسكرية "Military simulation") أشير فيها بالحاجة إلى طائرات مقاتلة وحماية من اسلحة الدفاع الجوي المضادة للطائرات هذا بالإضافة إلى قاذفات القنابل. وفي 1 آذار / مارس 1935، أعلن رسميا عن اللافتواف، مع فالتر ويفر رئيسا للأركان. وقد وضعت نظرية لوفتواف لعام 1935 ل «سلوك الحرب الجوية» كقوة جوية ضمن الاستراتيجية العسكرية الشاملة، مع مهام حرجة لتحقيق التفوق الجوي (المحلي والمؤقت) وتوفير الدعم في ساحة المعركة لقوات الجيش والبحرية. حيث يكون القصف الاستراتيجي للصناعات والنقل خيارا حاسما، يعتمد علي الفرص والاستعدادات التي يقوم بها الجيش والبحرية، للتغلب علي حاله من الجمود أو استخدامها عندما يكون تدمير اقتصاد العدو هو السبيل الوحيد القاطع. واستبعدت القائمة قصف المدنيين لتدمير المنازل أو تقويض الروح المعنوية، حيث اعتبر ذلك إهدارا للجهود الاستراتيجية، ولكن النظرية سمحت للهجمات الانتقامية في حال تعرض المدنيين الألمان للقصف. صدرت طبعة منقحة في عام 1940، وكان المبدأ المركزي لنظرية اللوفتواف هو أن تدمير القوات المسلحة للعدو له الأهمية القصوى.

### المراحل الأولى من الحرب العالمية الثانية
شهدت المراحل الأولى من الحرب العالمية الثانية غزوات ألمانية ناجحة ضمن القارة الأوروبية مدعومة من القوات الجوية الألمانية التي لعبت دورًا حاسمًا في نجاح هذه الغزوات، إذ إن التفوق الجوي التكتيكي لألمانيا كان كبيرًا. خلقت السرعة التي هزمت بها القوات الألمانية معظم الجيوش الدفاعية المتجمعة في النرويج في أوائل عام 1940 أزمة سياسية كبيرة في بريطانيا. ففي أوائل مايو 1940 حدث جدل سياسي واسع حول صلاحيات رئيس الوزراء البريطاني نيفيل تشامبرلين، وفي 10 مايو في نفس اليوم الذي أصبح فيه ونستون تشرشل رئيسًا للوزراء بدأ الألمان معركة فرنسا بغزو سريع ومفاجئ للأراضي الفرنسية. كان سلاح الجو الملكي يفتقر بشدة إلى الطيارين المدربين والطائرات الحديثة، وعلى الرغم من اعتراضات قائد سلاح الجو البريطاني هيو داودنغ على إرسال قواته إلى فرنسا، فقد أمر تشرشل بإرسال عدة أسراب من الطائرات المقاتلة لدعم القوات الحليفة في فرنسا، وتكبد سلاح الجو الملكي البريطاني هناك خسائر فادحة.
أُخلي الجنود البريطانيون والفرنسيون من دنكيركن واستسلمت فرنسا في 22 يونيو 1940، وركز هتلر كل جهوده على غزو الاتحاد السوفييتي، معتقدًا أن البريطانيين قد هزموا على أراضي القارة الأوروبية، ودون وجود حلفاء أوروبيين لهم، سيوقعون اتفاقية سلام بسرعة. كان الألمان مقتنعين أن الهدنة وشيكة لدرجة أنهم بدأوا في تجهيز شوارع برلين لاستعراض القوات المنتصرة العائدة للوطن. على الرغم من أن وزير الخارجية البريطاني اللورد هاليفاكس وعناصر من البرلمان البريطاني فضلوا التفاوض مع بريطانيا بهدف التوصل لاتفاقية سلام، فإن تشرشل وأغلبية حكومته رفضوا الهدنة بشكل قاطع، وبدلًا من ذلك استخدم تشرشل قدراته الخطابية لتجييش الرأي العام ضد أي محاولة استسلام، وإعداد البريطانيين لحرب طويلة.

تميزت معركة بريطانيا بأنها اكتسبت اسمها الذي عرفت به قبل اندلاع المعركة حتى، إذ إنَّ اسمها اشتُق من خطاب ونستون تشرشل الشهير الذي ألقاه في مجلس العموم في 18 يونيو قبل أكثر من ثلاثة أسابيع على بدء المعركة:
«ما أطلق عليه الجنرال ويغان معركة فرنسا قد انتهى. أتوقع أن معركة بريطانيا على وشك أن تبدأ. يعتمد بقاء الحضارة المسيحية على هذه المعركة. يعتمد الأمر كله الآن على نمط حياتنا البريطانية الخاصة والاستمرارية الطويلة لمؤسساتنا وإمبراطوريتنا. يعرف هتلر بأنه سيكون عليه أن يهزمنا في هذه الجزيرة أو يخسر الحرب. إذا تمكنا من الوقوف في وجهه، فقد تكون كل أوروبا حرة وقد يتحرك العالم إلى النور، ولكن إذا فشلنا فإن العالم كله بما في ذلك الولايات المتحدة، بما في ذلك كل ما عرفناه وحميناه، كل ذلك سيغرق في هاوية عصر الظلام الجديد الذي سيصبح أكثر شرًا وأكثر طولًا. لذلك دعونا نستعد لواجباتنا، فإذا استمرت الإمبراطورية البريطانية والكومنولث لألف عام، سيظل الرجال يقولون: كانت هذه أفضل ساعاتهم».

### الأهداف والتوجيهات الألمانية
منذ بداية صعوده إلى السلطة، أعرب هتلر عن إعجابه ببريطانيا وكان يسعى على امتداد فترة المعركة وراء الحياد مع بريطانيا أو توقيع معاهدة سلام معها. في المؤتمر السري في 23 من شهر مايو من عام 1939، طرح هتلر استراتيجيته المتناقضة حول أن هجومًا يشن على بولندا كان أمرًا محوريًا «ولن يكلل بالنجاح سوى إن بقيت القوى الغربية غير مشتركة به. وإن كان هذا مستحيلًا، فعندئذ سيكون من الأفضل شن الهجوم في الغرب وإخضاع بولندا في الوقت نفسه» بشن هجوم مباغت. «في حال احتُلت هولندا وبلجيكا بنجاح وحوفظ عليهما، وفي حال هُزمت فرنسا أيضًا، فسيضمن ذلك الشروط الأساسية لحرب ناجحة ضد بريطانيا. ويمكن عندئذ حصار بريطانيا من غربي فرنسا بعمليات قتالية متلاحمة عبر القوى الجوية، في حين أن البحرية وغواصاتها ستوسع نطاق الحصار».
حين بدأت الحرب، أصدر هتلر وأو كي دبليو (أوبركوماندو دير فيرماخت أو «القيادة العليا للفيرماخت») سلسلة من التوجيهات التي كانت ترتب وتخطط وتحدد أهدافًا موضوعية. أمر «التوجيه رقم 1 المتعلق بإدارة الحرب»، والذي يعود تاريخه إلى 31 من شهر أغسطس من عام 1939، بغزو بولندا في 1 من شهر سبتمبر كما كان مخططًا. من المحتمل أن «عمليات سلاح الجو الألماني لوفتفافه ضد إنجلترا» كانت تهدف إلى «إعاقة واردات بريطانيا وصناعة الأسلحة ونقل القوات إلى فرنسا. وستستغل أي فرصة سانحة لشن هجوم فعال على وحدات البحرية الإنجليزية المتمركزة، ولا سيما على البارجات الحربية أو حاملات الطائرات. ويعود لي القرار المتعلق بشن هجمات على لندن. وستجري التحضيرات للهجمات على الأراضي الإنجليزية مع مراعاة تجنب النتائج غير الحاسمة بقوات غير كافية في كافة الظروف». أعلنت كل من فرنسا والمملكة المتحدة الحرب على ألمانيا، في 9 أكتوبر، خطط «توجيه هتلر رقم 6» لهجوم يهدف إلى هزيمة هؤلاء الحلفاء «وكسب ما أمكن من أراض في هولندا وبلجيكا وشمالي فرنسا لتكون قاعدة للمتابعة الناجحة للحرب البحرية والجوية ضد إنجلترا». في 29 نوفمبر، نص «التوجيه رقم 9- التعليمات الحربية ضد اقتصاد العدو» أنه حالما يصبح الخط الساحلي تحت السيطرة، سيحاصر سلاح الجو الألماني لوفتفافه إلى جانب كريغسمارينه (البحرية الألمانية) الموانئ البريطانية بألغام بحرية. وكانا سيهاجمان سفن الشحن والسفن الحربية وسيشنان هجمات على المنشآت الشاطئية والإنتاج الصناعي. بقي هذا التوجيه ساريًا خلال المرحلة الأولى من معركة بريطانيا. وأعيد تنفيذه في 24 من شهر مايو خلال معركة فرنسا بموجب «التوجيه رقم 13» الذي منح الموافقة لسلاح الجو الألماني لوفتفافه في شن «هجمات شاملة على الأراضي البريطانية حالما تتوافر القوات الكافية. وسيفتتح هذا الهجوم بعمل انتقامي مدمر ردًا على الهجمات البريطانية على حوض الرور».
بحلول نهاية شهر يونيو من عام 1940، كانت ألمانيا قد هزمت حلفاء بريطانيا في القارة، وفي 30 يونيو قدم قائد أركان القيادة العليا للفيرماخت، ألفريد جودل، مراجعته للخيارات لزيادة الضغط على بريطانيا لتوافق على مفاوضات سلام. كانت الأولوية إبعاد سلاح الجو الملكي البريطاني وتحقيق تفوق جوي. تمكنت الهجمات الجوية المكثفة ضد سفن الشحن والمراكز الاقتصادية من التأثير على إمدادات الغذاء ومعنويات المدنيين على المدى البعيد. كان بوسع هجمات انتقامية عبر تفجيرات إرهابية أن تؤدي إلى استسلام أسرع، إلا أن تأثيرها على المعنويات لم يكن مؤكدًا. في اليوم نفسه، أصدر قائد أركان لوفتفافه، هيرمان غورينغ، توجيهه العملياتي: تدمير سلاح الجو الملكي البريطاني، حاميًا بذلك الصناعة الألمانية، وأيضًا قطع الإمدادات البحرية عن بريطانيا. حاجج القائد الألماني الأعلى حول النتائج العملية لهذه الخيارات.
في «التوجيه رقم 16- تحضيرات لعملية إنزال ضد بريطانيا» في 16 من شهر يوليو، طلب هتلر الجهوزية بحلول منتصف أغسطس لاحتمال شن غزو سماه عملية أسد البحر ما لم توافق بريطانيا على الدخول في مفاوضات. أبلغ سلاح الجو الألماني لوفتفافه عن استعداده لشن هجومه الضخم في مطلع أغسطس. واصل قائد أركان كريغسمارينه، الأدميرال الأعلى إيريش رايدير، تشديده على انعدام الفائدة العملية لهذه الخطط وتحدث أن الغزو البحري لا يمكن أن يقع قبل أوائل العام 1941. عندئذ حاجج هتلر أن بريطانيا كانت تبدي صمودًا أملًا بالحصول على المساعدة من روسيا، وأن الاتحاد السوفييتي سيتعرض لغزو في منتصف عام 1941. التقى غورينغ قادة أسطوله الجوي، وحدد لهم «مهامًا وأهدافًا» في تحقيق تفوق جوي أولًا، وثانيًا حماية القوات الغازية ومهاجمة السفن البحرية الملكية. وثالثًا، قطع الواردات وقصف الموانئ والمخازن والإمدادات.
حاول هتلر عبر «التوجيه رقم 17 المتعلق بسير الحرب البحرية والجوية ضد إنجلترا» الصادر في 1 من شهر أغسطس إبقاء كافة الخيارات مفتوحة. كان مقررًا أن تنطلق حملة سلاح الجو الألماني لوفتفافه ألدرتاغ، التي كانت تخضع للأحوال الجوية، عند 5 من شهر أغسطس، وكان الشرط المسبق الرئيسي للغزو تحقيق تفوق جوي فوق جنوبي إنجلترا لمنح التهديد مصداقية ومنح هتلر خيار الأمر بالغزو. كانت النية شل سلاح الجو الملكي البريطاني إلى درجة تشعر معها بريطانيا بأنها عرضة لهجوم جوي، وبذلك تبدأ مفاوضات السلام. وكانت النية أيضًا عزل المملكة المتحدة وإلحاق ضرر بالإنتاج الحربي ابتداءًا بحصار محكم. مع وقوع خسائر فادحة في صفوف سلاح الجو الألماني لوفتفافه، وافق هتلر في 14 من شهر سبتمبر خلال اجتماع للقيادة العليا للفيرماخت على تكثيف الحملة الجوية بصرف النظر عن خطط الغزو. في 16 سبتمبر، أعطى غورينغ أوامر هذا التغيير في الاستراتيجية إلى أول حملة مستقلة من القصف الاستراتيجي. 

#### مفاوضات سلام أو الحياد
تضمن كتاب هتلر كفاحي بصورة رئيسية أحقاده: لم يكن لديه إعجاب سوى بالجنود الألمان في الحرب العالمية الأولى وببريطانيا التي رأى فيها حليفًا ضد الشيوعية. في عام 1935 رحب غورينغ بالأخبار حول إعادة بريطانيا، بصفتها حليفًا محتمل، تسلحها. وفي عام 1936 وعد غورينغ بتقديم العون للدفاع عن الإمبراطورية البريطانية طالبًا إطلاق يده في أوروبا الشرقية لا أكثر، وكرر ذلك أمام إدوارد وود في عام 1937. في تلك السنة، التقى فون ريبنتروب تشرشل وقدم اقتراحًا مماثلًا، ومع رفض اقتراحه، أخبر تشرشل أن التدخل في السيطرة الألمانية سيعني الحرب. فشلت جميع مساعي هتلر الدبلوماسية، مما أثار حفيظته، في ردع بريطانيا عن إعلان الحرب حين غزا بولندا. خلال سقوط فرنسا، ناقش مرات عديدة مع جنرالاته جهود السلام.
مع وصول تشرشل إلى السلطة، كان إدوارد وود ما يزال ينال دعمًا واسعًا، وقد حاجج علنًا بصفته وزيرًا للخارجية في مصلحة إجراء مفاوضات سلام وفقًا للتقليد الدبلوماسي البريطاني لضمان استقلال بريطانيا دون حرب. في 20 من شهر مايو، طلب إدوارد وود بشكل سري رجل أعمال سويدي ليقيم اتصالات مع غورينغ بهدف افتتاح المفاوضات. بعد ذلك بفترة قصيرة، خلال أزمة حكومة الحرب في بريطانيا لعام 1940، حاجج وود في مصلحة مفاوضات تضم الإيطاليين، إلا أن تشرشل رفض ذلك مع دعم الأغلبية. أُبلغ هتلر بتقارب عن طريق السفير السويدي في 22 يونيو، وهو ما جعل مفاوضات السلام تبدو أمرًا قابلًا للتنفيذ. خلال شهر يوليو، ومع بدء المعركة، بذل الألمان محاولات أكبر لإيجاد حل دبلوماسي. في 2 يوليو، وهو اليوم الذي أُمرت فيه القوات المسلحة بالبدء بتخطيط أولي لغزو، طلب هتلر من فون ريبنتروب كتابة مسودة لخطاب يعرض فيه مفاوضات سلام. في 19 يوليو ألقى هتلر هذا الخطاب أمام البرلمان الألماني في برلين ودعا فيه إلى «التعقل والحس السليم» وقال إنه «لا يرى سببًا لاستمرار هذه الحرب». قوبل استنتاجه الكئيب بالصمت، إلا أنه لم يقترح مفاوضات، وهو ما رأت فيه الحكومة البريطانية، التي رفضت العرض، إنذارًا نهائيًا من الناحية العملية. واصل وود محاولاته في ترتيب سلام إلى أن أُرسل إلى واشنطن كسفير في شهر ديسمبر، وفي شهر يناير من عام 1941 أعرب هتلر عن اهتمام مستمر في التفاوض مع بريطانيا على السلام. 

#### الحصار والحصار الاقتصادي
وجدت عملية تخطيطية نفذها الأسطول الجوي الثالث لوفتفلوته 3 أن أسطول الجو الألماني لوفتفافه كان يفتقر إلى الوسائل للتسبب بأضرار كبيرة لاقتصاد الحرب البريطاني يذهب أبعد من زرع ألغام بحرية.  قدم جوزيف شميد، الذي كان مسؤولًا عن استخبارات لوفتفافه، تقريرًا في 22 من شهر نوفمبر من عام 1939 ينص على أن «من بين جميع أعداء ألمانيا المحتملين، فإن بريطانيا هي العدو الأخطر». حاجج هذا «الاقتراح لسير الحرب الجوية» في مصلحة حصار يفرض ضد ألمانيا وتحدث عن أن «الأمر الرئيسي هو شل التجارة البريطانية».

## معرض صور

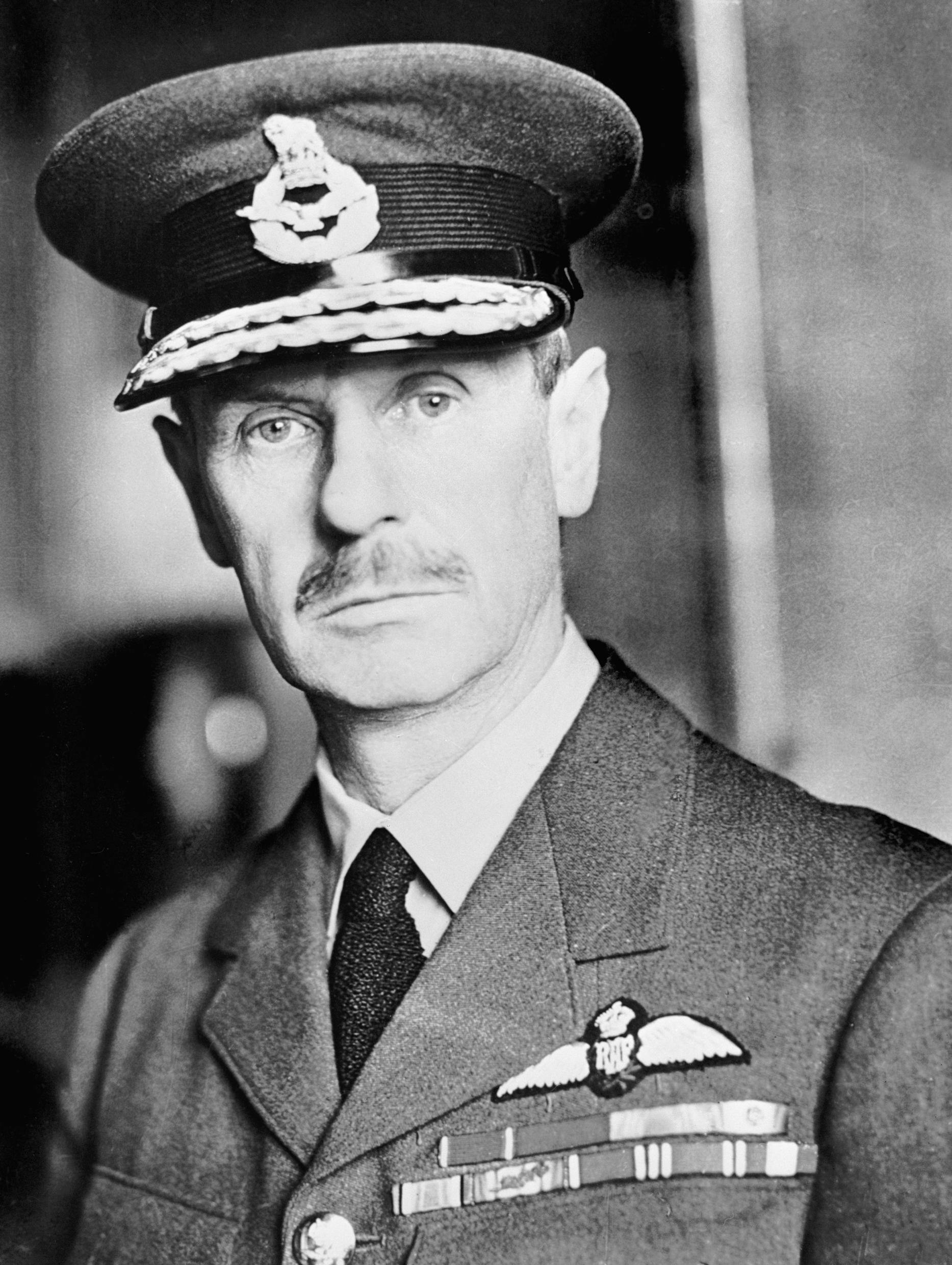
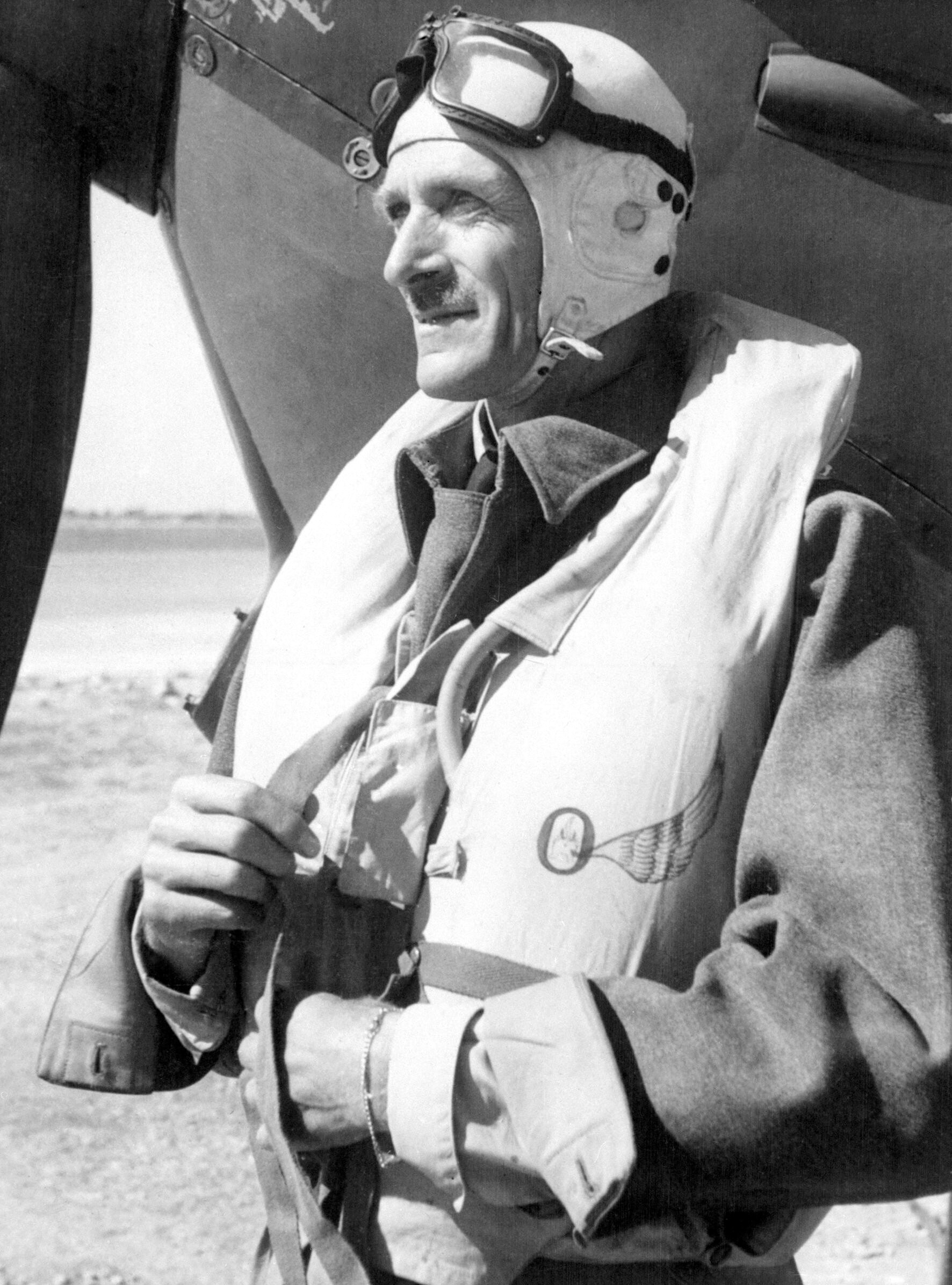
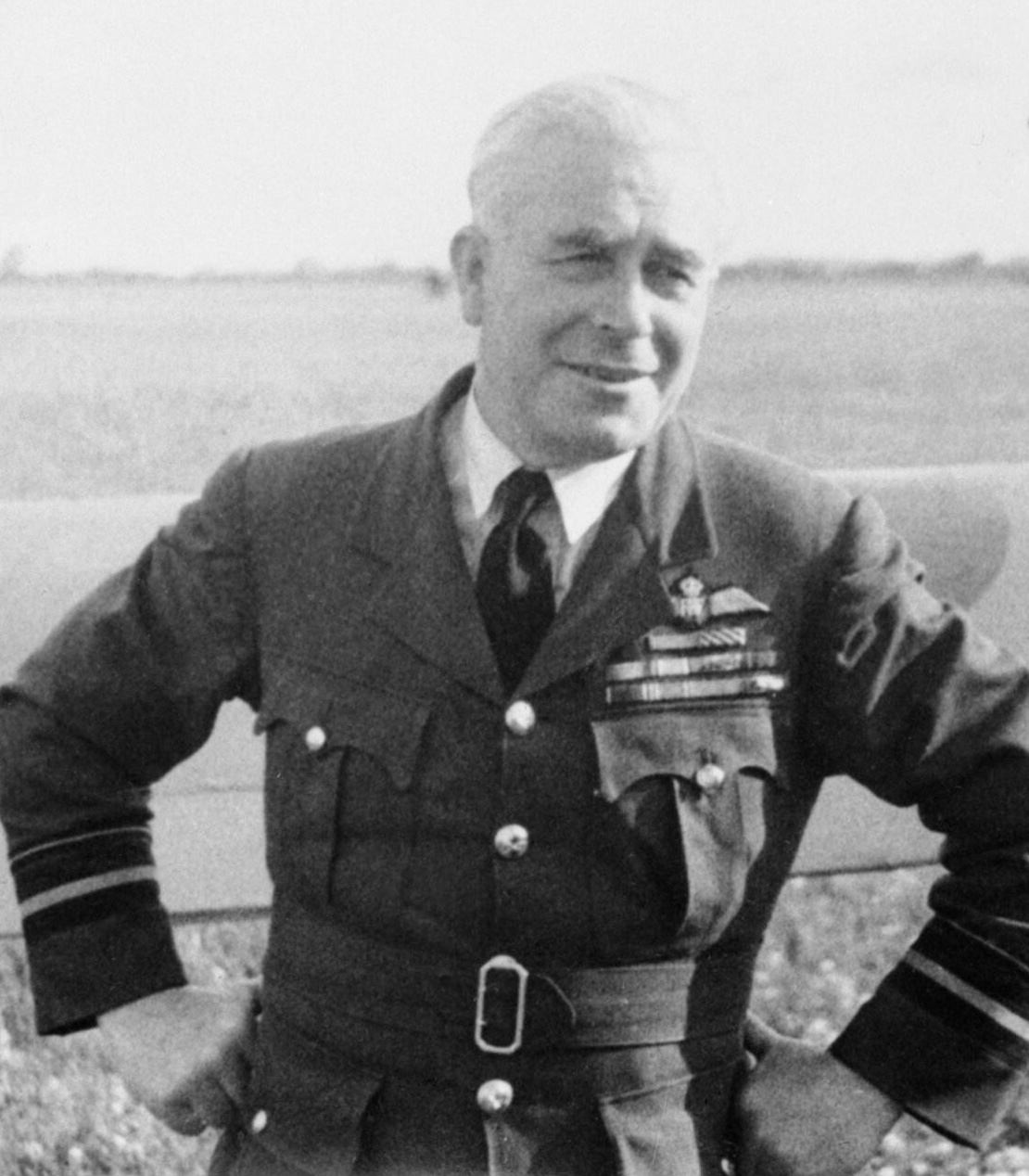
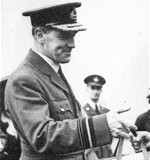
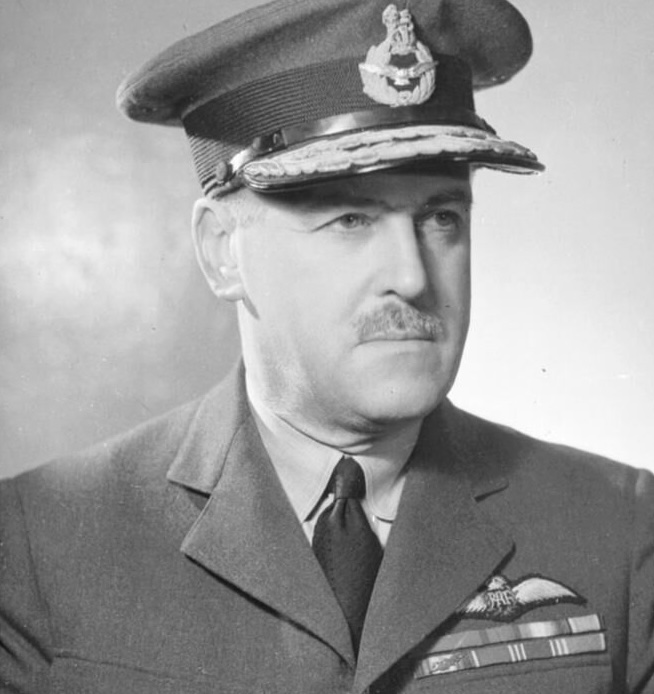